# François Briand
Pour les articles homonymes, voir Briand.
François Briand est un poète français actif au XVe siècle.

## Biographie
On ne sait pas grand-chose de la vie de Briand, il vécut au Mans au XVe siècle où il fut maître d’école et maître des enfants du chœur à la cathédrale de Saint-Benoît du Mans de 1508 à 1525,. Clerc, il avait également étudié le droit.
Ce poète du XVIe siècle est surtout connu comme l’auteur de « Noëls chantés ».
Il serait contemporain d’Ambroise Paré (1511-1590), puisque Briand en 1512 en signale la naissance et que juste retour des choses, Paré le désigne lui-même en tête de ses Œuvres publiées en 1585.
En 1512 sont imprimés, au Mans, un recueil musical et poétique : Les Noëls nouvaulx comprenant plusieurs morceaux à deux parties de François Briand, maistre des escolles de Sainct-Benoist en la cité du Mans  ; ainsi qu'un recueil de mystères (des pièces à sujet religieux), sous le titre de Quatre histoires par personnaiges sur quatre evangiles de l'Advent à jouer par les petits enfans les quatre dimanches dudit Advent. En réalité, ces deux textes étaient certainement dans le même volume à l'origine.
Outre le fait d'être un des rares recueils qui comporte de la musique notée, il s'agirait en fait, de la toute première œuvre connue de musique imprimée en France[réf. nécessaire].
Néanmoins, l'unique exemplaire connu, signalé en 1904 par un érudit manceau, Henri Chardon, comme se trouvant à la bibliothèque municipale de Bourg-en-Bresse, n’a pu y être retrouvé, en dépit de tous les efforts des chercheurs. Ledit H. Chardon réédita les oeuvres de François Briant en 1904 pour les noëls et 1906 pour les mystères, où une farce qui resta célèbre, celle de l'Aveugle et de son vallet tort, est insérée. Cette réédition est par ailleurs sujette à critique pour son manque de recul et des choix éditoriaux tranchés de la part de l'érudit.
En même temps qu'ils célèbrent la naissance du divin enfant, les noëls de Briand paraissent aussi saluer celle d'Ambroise Paré, dans un modeste logis du Bourg-Hersent, un faubourg de Laval.

## Œuvres
- Grand regret avoit eu Marie
- Noël, Voici soulas, Voici toute liesse

« Tous les regrets qu'oncques furent au monde 

Émoi, souci, ôtez-nous et tristesse, 

Voici le jour où toute joie abonde, 

Voici soulas, voici toute liesse. »

— Extrait de Noël, Voici soulas, Voici toute liesse.
1. 

## En littérature
François Briand, du XVIe siècle, a fait l'objet d'un roman de son homonyme plus contemporain. Ce livre, intitulé Le poète oublié, a paru aux éditions Le Lys Bleu en 2018.